# Bil (anatomie)

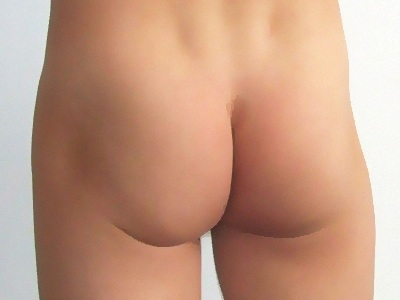
Billen van een volwassen man

De bil is in de menselijke anatomie, evenals bij ander primaten, de ronding van de torso achter het bekken die aan een heup is verbonden door spieren.

## Anatomie
De billen worden gevormd door de musculus glutaeus maximus (of grote bilspier), de musculus glutaeus medius, de musculus glutaeus minimus en vetweefsel. Elk individu heeft er twee (afwijkingen zijn zeer uitzonderlijk, bijvoorbeeld bij sommige Siamese tweelingen), in spiegelbeeld langs weerszijden van de anus.

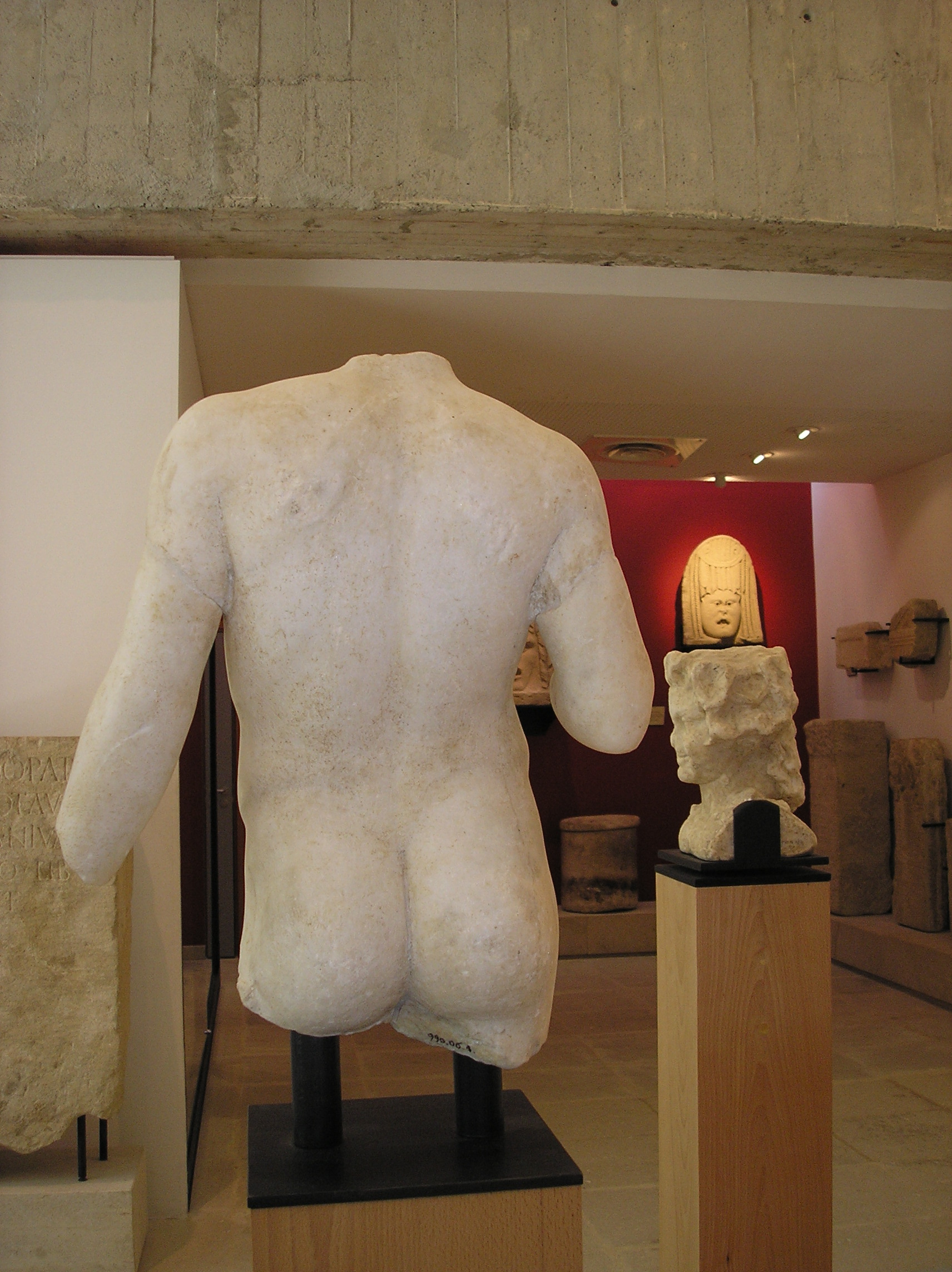
Billen van een Romeinse jongeman (Antinoös?)

Het analoge lichaamsdeel van vele zoogdieren wordt eveneens de bil(len) genoemd. De billen staan de mens toe rechtop te zitten, zonder gewicht op de voeten te hoeven zetten, zoals veel viervoeters (bijvoorbeeld kat- en hond-achtigen) moeten doen bij het stabiel rechtop zitten (wat bijvoorbeeld paardachtigen niet echt lukt).
Sommige vrouwen van Afrikaanse volkeren zoals de Khoikhoi, de Bantoevolken, de Pygmeeën, de Bosjesmannen en de negrito hebben in verhouding meer vetophoping in en rond de billen (steatopygie) vergeleken met vrouwen uit andere volkeren.
Het was bij verschillende volkeren in Afrika, Amerika, Azië en Oceanië een gewoonte om traditioneel de billen niet te bedekken en ze dus onbedekt te laten.

## Associaties en eufemismen

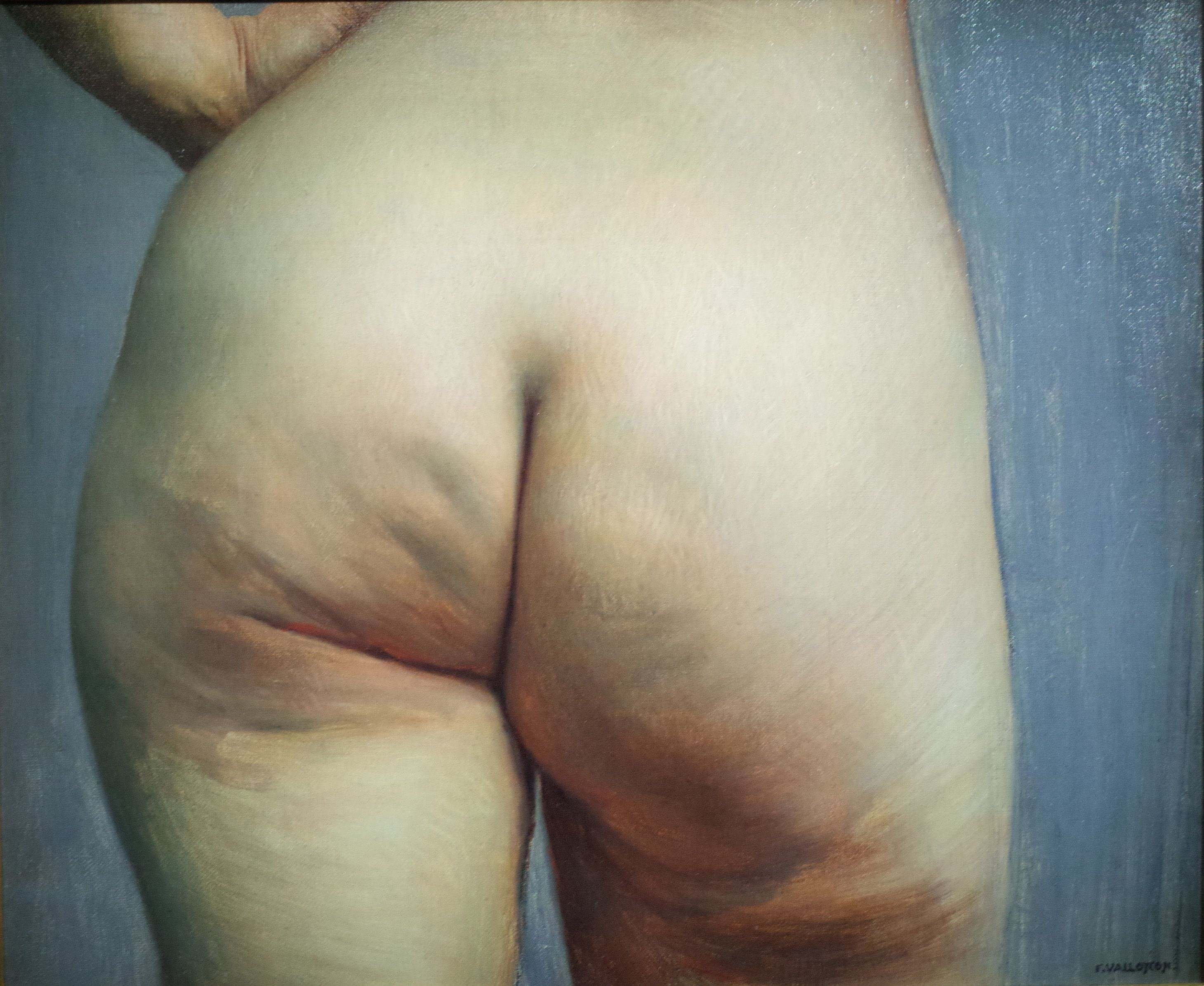
Schilderij van billen met cellulite door Félix Vallotton (ca. 1884)

De billen (met name het zitvlak) worden door velen beschouwd als een intiem gedeelte van het menselijk lichaam, dat vaak enige gêne oproept. Meestal worden ze als één geheel beschouwd (feitelijk plurale tantum 'de billen'), de meeste eufemismen zijn in het enkelvoud.
Hoewel de aarsopening zelf anatomisch gezien niet tot de billen behoort, wordt ze doorgaans in één adem hiermee genoemd: eufemismen (zoals gat, gaatje en reet) gelden als pars pro toto voor het hele achterwerk.
Een pijnlijk pak slaag werd/wordt vaak 'voor de billen' gegeven (billenkoek), omdat het daar minder blijvende schade kan aanrichten dan op minder vlezige lichaamsdelen en/of wegens het (volgens de westerse cultuur zeker bij ontbloting) vernederend karakter.
Net als andere intieme organen heeft de term billen verschillende eufemismen, veelal in het enkelvoud:
- achterste of achterwerk, ook wel (eigenlijk enkel voor dieren) achterhand
- bips
- zitvlak, schertsend ook zitvlees
- gat(je) (tegenover gaatje voor andere betekenissen; eigenlijk de anus)
- ham (eigenlijk het smakelijk vlees van varkensbillen)
- kont(je) (oorspronkelijk enkel voor vrouwen, cfr. kut)
- krent
- poep, van het Latijn voor achtersteven
- reet (eigenlijk de aars)

Uit het Frans komt:
- derrière